# Emiliano Aguirre

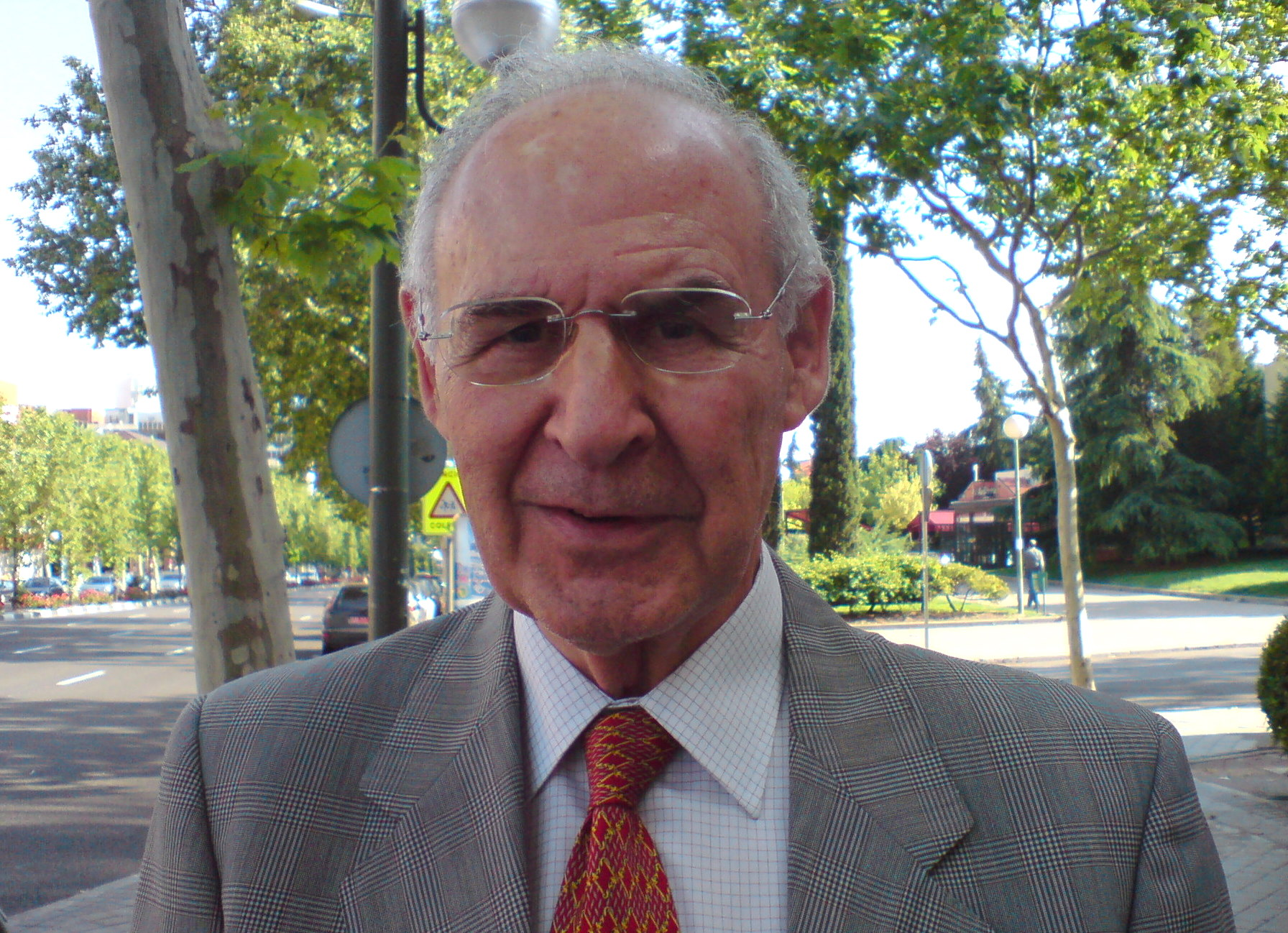
Emiliano Aguirre (2007)

Emiliano Aguirre Enríquez (* 5. Oktober 1925 in Ferrol; † 11. Oktober 2021 in Madrid) war ein spanischer Paläontologe. Von 1978 bis 1990 leitete er Ausgrabungen in der Sierra de Atapuerca, in deren Verlauf u. a. aus der Höhle Sima de los Huesos eine Gruppe von 28 sehr vollständig erhaltenen, rund 450.000 Jahre alten Fossilien der Spezies Homo heidelbergensis aller Lebensalter und beider Geschlechter geborgen wurde.

## Leben
Emiliano Aguirre lebte während seiner Schulzeit mit seinen Eltern in Madrid. Nachdem er sich der Gesellschaft Jesu angeschlossen hatte, studierte er ab 1944 Philologie und Philosophie mit einem Abschluss in Philosophie (1950) an deren kirchlicher Fakultät, die der Universität Complutense Madrid (UCM) angegliedert war. Danach studierte er an der UCM Naturwissenschaften bis zu einem Hochschulabschluss im Jahr 1955 und schließlich in Granada Theologie (Abschluss 1959). Aus Granada kehrte er an die Universität Complutense Madrid zurück und erwarb dort 1966 in der Arbeitsgruppe von Miquel Crusafont i Pairó den Doktorgrad im Fach Biologie mit einer Studie über die Morphometrie der Zähne von fossilen Elefanten.
Bereits in Granada hatte Aguirre von 1956 bis 1959 als wissenschaftlicher Assistent für Paläontologie an der Universität Granada gearbeitet, danach befasste er sich bis 1968 in Madrid in gleicher Funktion mit Themen aus den Bereichen Quartär-Paläontologie und Paläoanthropologie an der Fakultät für Geologie und Biologie der UCM. In dieser Zeit war er u. a. zum Studium der Australopithecinen in Südafrika (1967) und nahm eine Gastprofessur für Paläontologie der Wirbeltiere und Geologie an der Päpstlichen Katholischen Universität von Peru wahr (1967/68). Von 1968 bis 1970 war er Lehrbeauftragter für Biologie an der medizinischen Fakultät der Autonomen Universität Madrid und von 1971 bis 1974 Lehrbeauftragter für Quartärpaläontologie und Paläoanthropologie an der UCM.
1974 trat er aus der Gesellschaft Jesu aus, wechselte aus dem Hochschulbereich an die größte öffentliche Forschungseinrichtung Spaniens, zum Consejo Superior de Investigaciones Científicas (C.S.I.C.), und arbeitete – neben seiner paläoanthropologischen Feldforschung – als Forschungslehrer am Instituto Lucas Mallada (bis 1982), 1978/79 unterbrochen durch die Annahme einer Professur für Paläontologie an der Universität Saragossa. 1982 kehrte er als Professor für Paläontologie erneut an die UCM zurück, und 1984 ging er als Professor zurück an das C.S.I.C., wo er bis zu seiner Pensionierung im Jahr 1990 am Museo Nacional de Ciencias Naturales beschäftigt blieb und von 1985 bis 1986 als dessen Direktor amtierte.
Seit 1975 war er mit Carmen Bule verheiratet.

## Forschung
In den Nachrufen auf Emiliano Aguirre wurden vor allem zwei Forschungsthemen als besonders wichtige Lebensleistungen herausgestellt: zum einen seine bereits in den 1960er-Jahren als Teil der Doktorarbeit erarbeitete, 1969 in der Fachzeitschrift Science publizierte und seitdem nur modifizierte Stammesgeschichte der Elefanten, in der erstmals auch die afrikanischen Fossilien der Gattung Palaeoloxodon als Vorläuferformen den eurasischen Elefanten zeitlich vorangestellt wurden; zum anderen die unter seiner Leitung erfolgten Ausgrabungen in der Sierra de Atapuerca, die ihm den Ehrentitel „Vater von Atapuerca“ eintrugen. Zudem war er als Autor oder Ko-Autor an der Erstbeschreibung von sechs neuen Arten fossiler Säugetiere beteiligt.
Aguirres Engagement für die Erforschung von Höhlen in der Sierra de Atapuerca begann Mitte der 1970er-Jahre. Damals suchte der Bergbauingenieur Trinidad de Torres Pérez-Hidalgo für seine Doktorarbeit nach Knochen von fossilen Bären, entdeckte aber 1976 in einer der seit den 1860er-Jahren für ihre Säugetier-Fossilien bekannten Fundstätten in der Sierra – der Sima de los Huesos („Knochengrube“) – auch einige Knochen, die, wie der Unterkiefer AT1, dem Anschein nach menschliche Überreste waren, und zeigte sie Aguirre. Dieser leitete aber zunächst ab 1978, dem Beginn des Atapuerca-Projekts, u. a. die Ausgrabungen in der benachbarten Fundstätte Gran Dolina, weswegen die systematischen Ausgrabungen in der Sima de los Huesos erst 1984 begannen. Als bedeutendster Fund aus der Sima de los Huesos gilt der „Schädel Nr. 5“, 1992 entdeckt, der weltweit besterhaltene Schädel eines Homo heidelbergensis. Aus der Gran Dolina stammen hingegen die seit 1994 bekannten Überreste des Homo antecessor.
Ein großer Einfluss auf die Anerkennung der Evolutionstheorie in Spanien, insbesondere in Bezug auf die Stammesgeschichte des Menschen, wurde in einem Nachruf im Fachblatt Journal of Human Evolution seinem 1966 als Ko-Autor zusammen mit seinem Doktorvater Miquel Crusafont i Pairó veröffentlichten Buch La Evolución zugeschrieben. Schon in den ersten Jahren seiner wissenschaftlichen Laufbahn, während des Franco-Regimes in den 1950er- und 1960er-Jahren, habe Aguirre zahlreiche wissenschaftliche Tagungen und Veröffentlichungen zum Thema Evolution gefördert. „Dies war eine Zeit, in der Fortschritte in der Evolutionsforschung, vor allem im Bereich der menschlichen Evolution, aufgrund des strengen nacional-catolicismo in Verbindung mit den politischen Ideologien des Regimes behindert wurden. Als Mitglied der Gesellschaft Jesu konnte Aguirre jedoch innerhalb des ideologischen und politischen Establishments arbeiten und so Studien zur Naturgeschichte des Menschen fördern.“

## Ehrungen (Auswahl)
- 1991: Doktor honoris causa, verliehen vom Museo Nacional de Ciencias Naturales.
- 1997: Prinzessin-von-Asturien-Preis als Teil des Teams zur Erforschung der Sierra de Atapuerca[7]
- 2000: Mitglied der Real Academia de Ciencias Exactas, Físicas y Naturalesl.
- 2000: Doktor honoris causa, verliehen von der Universität A Coruña.[8]
- 2007: Doktor honoris causa, verliehen von der Universität Burgos.

Zu Ehren von Emiliano Aguirre wurde mehrere Dedikationsnamen vergeben:
- 1961: Hipparion concudense aguirre, eine fossile Art aus der Familie der Pferde[9]
- 1977: Cricetodon (Hispanomys) aguirrei, eine fossile Art aus der Familie der Wühler[10]
- 1978: Pseudodryomys aguirrei, eine fossile Art aus der Familie der Bilche[11]
- 1984: Paracamelus aguirrei, eine fossile Art aus der Familie der Kamele[12]

## Schriften (Auswahl)
- mit Miquel Crusafont i Pairó und Bermudo Meléndez: La Evolución. Biblioteca de Autores Cristianos, Madrid 1966.
- mit Eudald Carbonell und José María Bermúdez de Castro: El Hombre fósil de Ibeas y el Pleistoceno de la Sierra de Atapuerca (I). Junta de Castilla y León, Valladolid 1987, ISBN 84-505-7066-2.
- mit Marie-Antoinette de Lumley: Fossil men from atapuerca, Spain: Their bearing on human evolution in the middle pleistocene. In: Journal of Human Evolution. Band 6, Nr. 8, 1977, S. 681–684, IN1–IN4, 685–688, doi:10.1016/S0047-2484(77)80094-8.
- Recent debate and heavy evidence on human origin. In: Spanish Journal of Palaeontology. Band 28, Nr. 2, 2013, S. 123–128, Volltext.

## Belege
1. 1 2  Antonio Rosas: In memoriam, Emiliano Aguirre Enríquez (1925–2021). In: Journal of Human Evolution. Band 167, 2022, 103194, doi:10.1016/j.jhevol.2022.103194.
2. 1 2  Emiliano Aguirre: Evolutionary History of the Elephant: A tentative phylogeny of Elephantidae based on morphological and quantitative analysis is given. In: Science. Band 164, Nr. 3886, 1969, S. 1366–1376, doi:10.1126/science.164.3886.1366.
3. 1 2  Curriculum vitae auf dem Server der Universität Burgos, zuletzt abgerufen am 23. Juni 2022.
4. ↑  Emiliano Aguirre Enríquez (1925–2021): figura imprescindible de las ciencias del Cuaternario en España. In: Cuaternario y Geomorfologia. Band 35, Nr. 3–4, 2021, S. 7–10.
5. ↑  Emiliano Aguirre, José María Basabe, Trinidad de Torres Pérez-Hidalgo: Los fósiles humanos de Atapuerca (Burgos): Nota Preliminar. In: Zephyrus: Revista de prehistoria y arqueología. Nr. 26–27, 1975–1976, S. 489–512, ISSN 0514-7336.
6. ↑  Miquel Crusafont i Pairó, Bermudo Meléndez, Emiliano Aguirre: La Evolución. Biblioteca de Autores Cristianos, Madrid 1966.
7. ↑  Prinzessin-von-Asturien-Preis 1997.
8. ↑  Universität A Coruña: Honoris causa.
9. ↑  P. Sondaar: Les Hipparion de l'Aragón mérdional. In: Estudios Geológicos. Band 17, 1961. S. 209–305. – Zitiert aus: Ma Dolores Pesquero et al.: New species of Hipparion from La Roma 2 (Late Vallesian; Teruel, Spain): A study of the morphological and biometric variability of Hipparion primigenium. In: Journal of Paleontology. Band 80, Nr. 2, 2006, S. 343–356, doi:10.1666/0022-3360(2006)080[0343:NSOHFL]2.0.CO;2:
10. ↑   Carmen Sese Benito: Los Cricétidos (Rodentia, Mammalia) de las fisuras del Mioceno medio de Escobosa de Calatañazor (Soria, España). In: Trabajos N/Q. Band 8, 1977, S. 133–146, Volltext.
11. ↑  Rafael Adrover: Les rongeurs et lagomorphes (Mammalia) du Miocène inférieur continental de Navarrete del Rio (province de Teruel, Espagne). In: Documents des Laboratoires de Géologie de la Faculté des Sciences de Lyon. Notes et Mémoires. Band 72, 1978, S. 22–26, Volltext.
12. ↑  Jorge Morales Romero: Venta del Moro: su macrofauna de mamíferos y bioestratigrafía continental del Mioceno terminal Mediterráneo. Departamento de Paleontología, Facultad de Cienclas Geológicas, Universidad Complutense de Madrid, Dissertation, Madrid 1984, S. 268, Volltext.

| Personendaten    | Personendaten                                 |
| ---------------- | --------------------------------------------- |
| NAME             | Aguirre, Emiliano                             |
| ALTERNATIVNAMEN  | Aguirre Enríquez, Emiliano                    |
| KURZBESCHREIBUNG | spanischer Paläontologe und Paläoanthropologe |
| GEBURTSDATUM     | 5. Oktober 1925                               |
| GEBURTSORT       | Ferrol                                        |
| STERBEDATUM      | 11. Oktober 2021                              |
| STERBEORT        | Madrid                                        |